# Bahnhof Daaden
Der Bahnhof Daaden ist der Bahnhof in Daaden, einer Stadt im Landkreis Altenkirchen und Sitz der Verbandsgemeinde Daaden. Er ist der Endbahnhof der Bahnstrecke Betzdorf–Daaden, die als Daadetalbahn bezeichnet wird.

## Geschichte
Das Bahnhofsgebäude wurde 1886 gemeinsam mit der Bahnstrecke offiziell eröffnet. Das Empfangsgebäude ist ein Kulturdenkmal.
Der vorhandene Lokschuppen ist außer Betrieb. Der Bahnhof wird durch Triebzüge angefahren, Güterverkehr besteht nicht mehr, die Verladerampe des Güterverkehrs ist erhalten und in gutem Zustand.
Der Bahnhof Daaden war früher mit Personal besetzt. Neben dem mechanischen Stellwerk befanden sich im Erdgeschoss die Bahnhofsgaststätte, ein Fahrkartenschalter und die Gepäckabfertigung sowie im Obergeschoss Wohnräume für Bahnpersonal. Im Jahre 1981 wurde die Güterabfertigung eingestellt und das Bahnhofsgebäude geschlossen.
Am 1. Juli 1995 wurde die Infrastruktur von der Westerwaldbahn übernommen. 
Das mechanische Stellwerk wurde durch ein Elektronisches Stellwerk ersetzt. Das Gebäude ist heute in privater Nutzung, im Erdgeschoss hat ein Tattoostudio geöffnet, im ehemaligen Stellwerk befindet sich heute eine Bike-and-Ride-Anlage.

## Anbindung
| Linie | Verlauf | Takt   |
| ----- | --- | ------ |
| RB97  | Daadetal-Bahn: Betzdorf (Sieg) – Alsdorf (Westerw) – Schutzbach – Niederdreisbach – Biersdorf (Westerw) Ort – Daaden Stand: Fahrplanwechsel Dezember 2022 | 60 min |

Der Bahnhof Daaden wird durch die Regionalbahnlinie 97 der Westerwaldbahn GmbH im Rheinland-Pfalz-Takt im Auftrag des Zweckverband SPNV Nord betrieben. Bedingt durch die Lage im Landkreis Altenkirchen gelten die Bestimmungen des Verkehrsverbund Rhein-Mosel (VRM) sowie der Übergangstarif des Verkehrsverbund Rhein-Sieg (VRS).
Der Bahnhof wird durch Regionalbusse der Westerwaldbus GmbH angefahren. Er ist nur teilweise barrierefrei. Die Bahnsteige sind ebenerdig erreichbar und beim Einstieg in die Triebwagen Stadler GTW besteht kein Höhenunterschied. Es erfolgen automatisierte Ansagen bei Abweichungen vom Regelfahrplan am Dynamischen Schriftanzeiger.

## Galerie

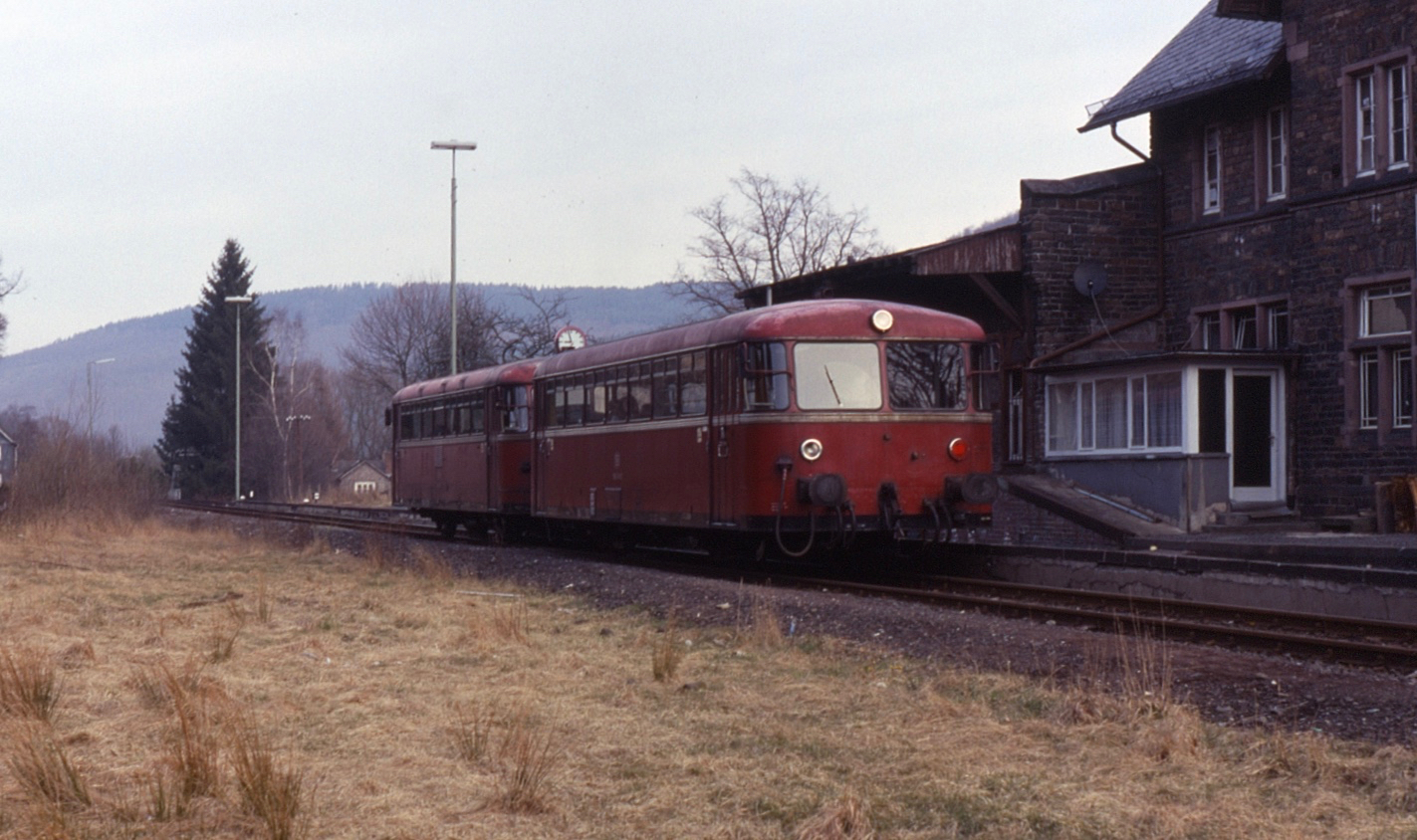
Schienenbus der Baureihe VT 98 im Bahnhof Daaden
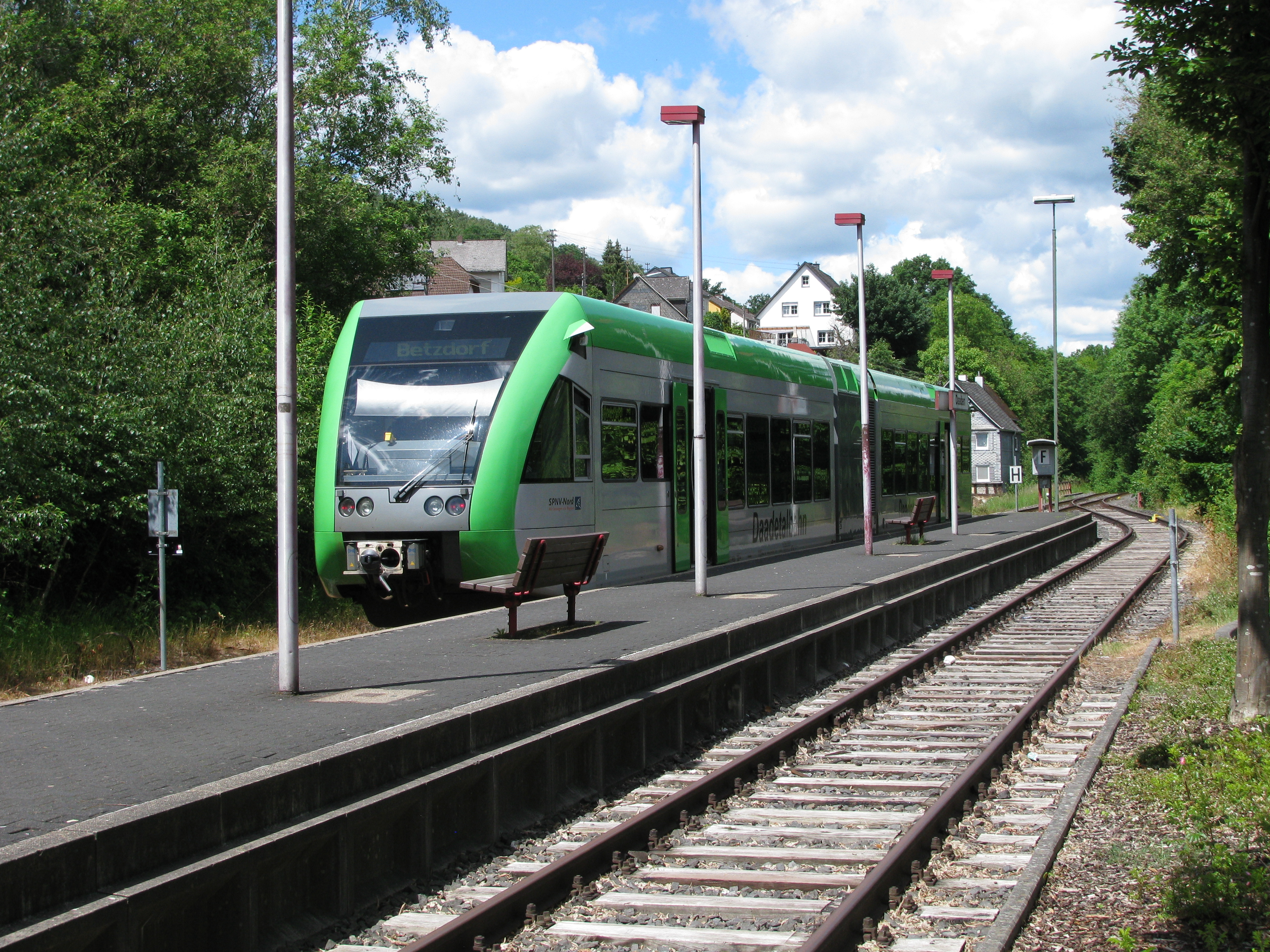
Heutiger Betrieb mit Triebwagen des Typs Stadler GTW der WEBA
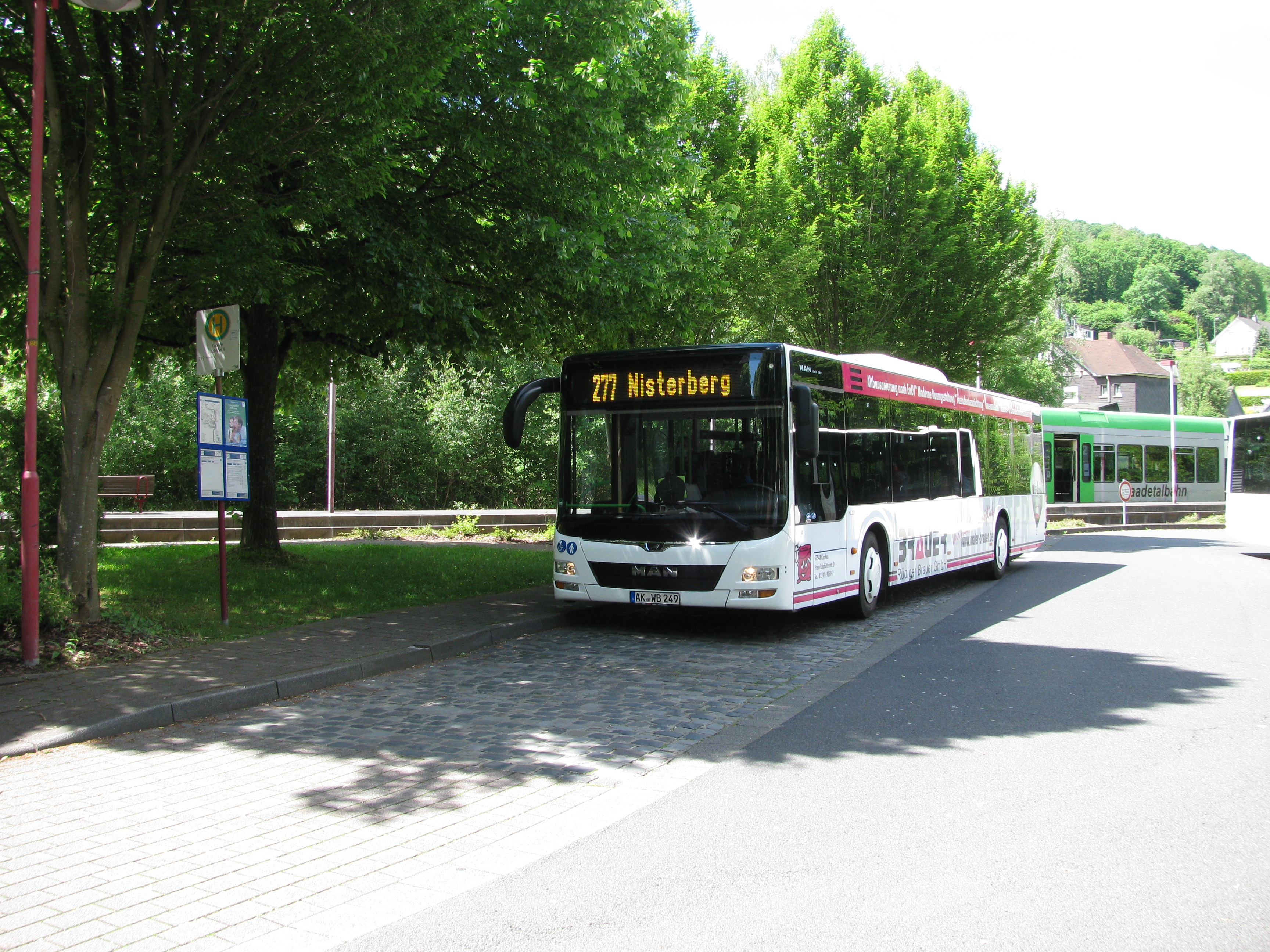
Die Haltestelle der Regionalbusse am Bahnhof Daaden
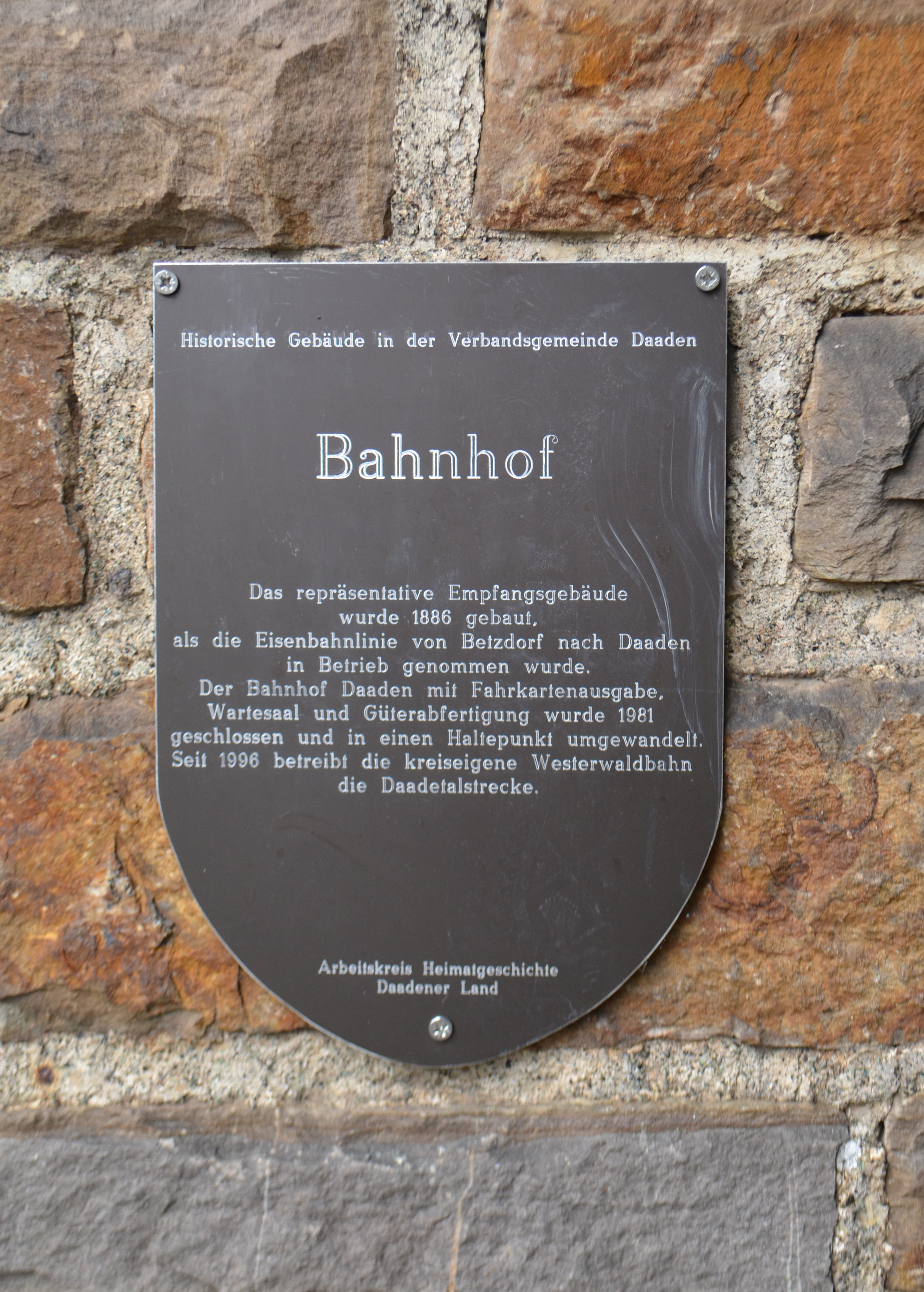
Gedenktafel im Bahnhof Daaden